# 215089 Hermanfrid
215089 Hermanfrid este o planetă minoră (asteroid), cu un diametru de 8,089 km, din centura de asteroizi. A fost descoperită pe 24 septembrie 1960 la Observatorul Palomar de Cornelis Johannes van Houten. 
Obiectul prezintă o orbită caracterizată de o semiaxă mare de 3,946787289502 UAi, o excentricitate de 0,24, o înclinație de 3,2 ° în raport cu ecliptica.